# Stella Jantuan
Stella Jantuan (n. 13 septembrie 1966, Bălți) este o politiciană din Republica Moldova, care în perioada 2009-2014 a fost deputat în Parlamentul Republicii Moldova în fracțiunea Partidului Democrat din Moldova. A făcut parte din „Comisia parlamentară pentru drepturile omului și relații interetnice”.

## Biografie
S-născut pe 13 septembrie 1966, în municipiul Bălți. Provine dintr-o familie de medici: bunelul său, ambii părinți și toți verii săi sunt medici. A absolvit Facultatea de Istorie și Sociologie a Universității de Stat din Moldova în 1988. Acolo l-a avut ca profesor și coordonator al tezei de licență pe primul speaker al Parlamentului Republicii Moldova, Alexandru Moșanu. A făcut doctoratul la Universitatea București.
În 1997 a revenit la Chișinău în 1997 și a intrat în politică. Un an mai târziu a fost angajată în Aparatul Parlamentului în calitate de consultant superior. În 2003 a fost numită în funcția de consilier al ministrului reintegrării, iar apoi a ocupat postul de șef al Direcției informațional-analitice în cadrul aceluiași minister.
În 2005 a revenit în parlament, în funcția de șefă a Direcției informațional-analitice, pe care a deținut-o până în 2009. Atunci i s-a propus să candideze la funcția de deputat pe listele Partidului Democrat și a acceptat, câștigându-și mandatul de deputat. La alegerile din 2010, inițial, nu a reușit să acceadă în parlament, dar după ce câțiva colegi de partid au renunțat la mandat în favoarea funcției de ministru, în februarie 2011 ea a obținut mandatul de deputat. La alegerile din 2014 nu s-a mai regăsit pe lista candidaților PD la funcția de deputat.
A fost membră a delegației Republicii Moldova la APCE și la AP OSCE.
Este căsătorită cu Valeriu Bubulici, de profesie arheolog.